# 韮崎市営総合運動場

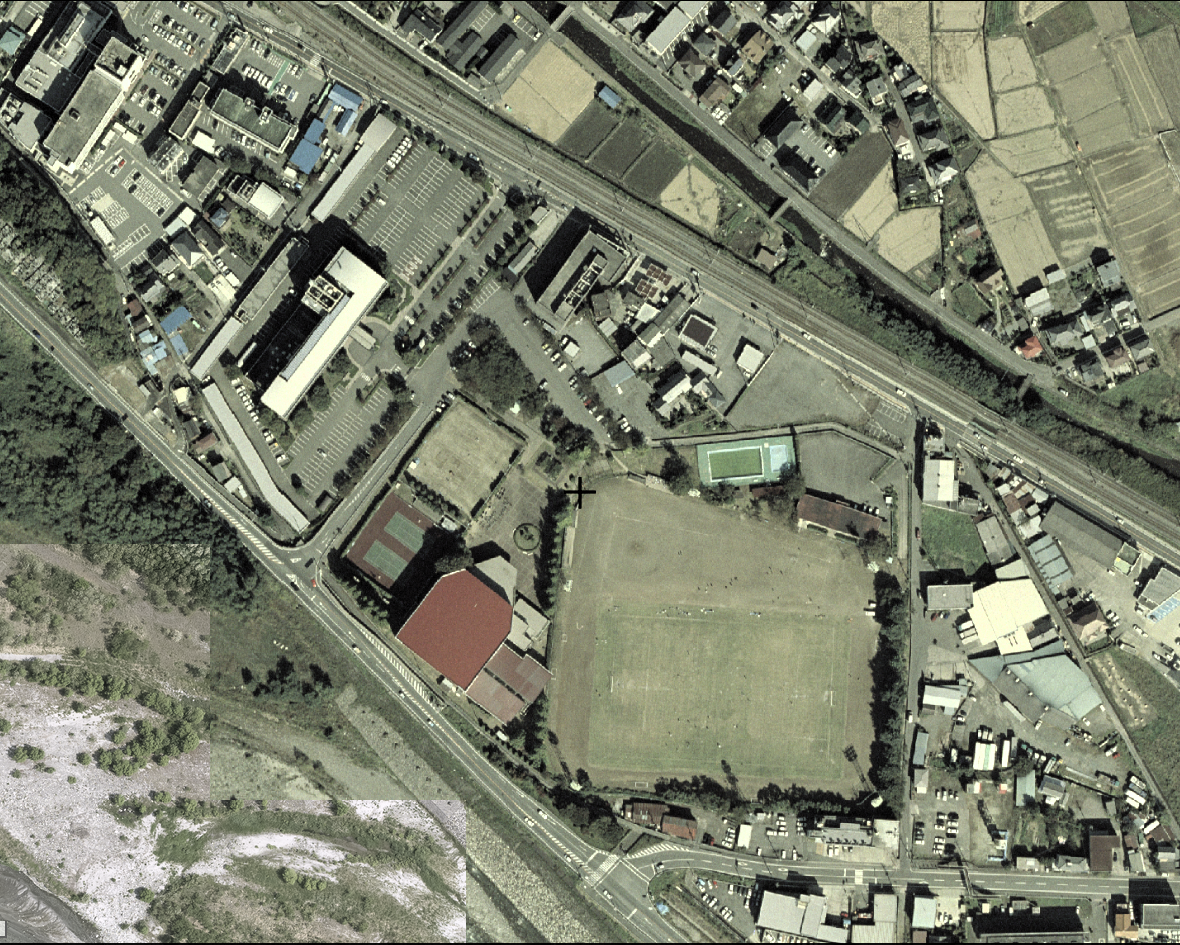
韮崎市営総合運動場

韮崎市営総合運動場（にらさきしえいそうごううんどうじょう）は、山梨県韮崎市にある総合体育施設。
天然芝グラウンドのほかに体育館やテニスコート、プールなどがある。

## 施設概要
グラウンド
- 総面積:23,000m2
- 野球場2面、ソフトボール場4面、サッカー場1面
- 夜間照明あり

体育館
- アリーナ:総面積1,345m2、観客席231席
- トレーニング室、卓球場、柔道場、剣道場あり

テニスコート
- 総面積:3,100m2
- クレーコート2面、オールウェザーコート2面
夜間照明あり

プール
- 25m×6コース
- 幼児プールあり

## 交通アクセス
- 中央本線韮崎駅下車、車で約5分または徒歩で約20分。
- 中央自動車道韮崎インターチェンジを降りて約15分。
- 韮崎市には韮崎中央公園（陸上競技場・芝生広場）があり、総合運動場と混合する者がよくいるが韮崎駅から見ると逆方向のため注意が必要である。なお、ヴァンフォーレ甲府の練習は2010年以降原則韮崎中央公園側のみで行われており、当運動場で行われることは非常に稀である（2009年までは当運動場でも練習が行われていたが、現在は公式サイトで案内されていない。但し2012年にスケジュールの都合で使用されたことがある）。